# Antidote
“Antidote” —en español: Antídoto— es una canción de la agrupación sueca Swedish House Mafia, en colaboración del dúo australiano de electro house/dubstep Knife Party, cuyos integrantes formaban parte de la banda de drum and bass Pendulum. Fue lanzado como sencillo en Estados Unidos el 16 de diciembre de 2011 y el 15 de enero de 2012 en el Reino Unido.
Los suecos estrenaron “Antidote” en el festival organizado por iTunes en Londres, el 21 de julio de 2011.

## Video musical
El clip fue dirigido por Maxim Bohichik y Alex Bergman y fue estrenado a través de YouTube, el 19 de diciembre de 2011 en asociación con VEVO. Se presenta en dos versiones, una censurada (3:15) y otra explícita (3:39). Muestra un atraco en un club de estriptis de origen oriental y contiene escenas explícitas y de suma violencia.

## Lista de canciones
| Estados Unidos - Descarga digital |                           |          |  |
| N.º                               | Título                    | Duración |  |
| 1.                                | «Antidote» (Original Mix) | 6:14     |  |

| Reino Unido - Descarga digital |                                      |          |  |
| N.º                            | Título                               | Duración |  |
| 1.                             | «Antidote» (Radio Edit)              | 2:57     |  |
| 2.                             | «Antidote» (Original Mix)            | 6:14     |  |
| 3.                             | «Antidote» (Knife Party Dub)         | 6:07     |  |
| 4.                             | «Antidote» (Swedish House Mafia Dub) | 6:14     |  |
| 5.                             | «Antidote» (Tommy Trash Remix)       | 5:53     |  |

## Posicionamiento en listas
| Lista (2011-12)                       | Mejor posición |
| ------------------------------------- | -------------- |
| Alemania (Media Control AG)           | 63             |
| Austria (Ö3 Austria Top 40)           | 30             |
| Bélgica (Flandes) (Ultratop 50)       | 35             |
| Bélgica (Ultratip valona)             | 9              |
| Escocia (The Official Charts Company) | 3              |
| Estados Unidos (Hot Dance Club Songs) | 3              |
| Finlandia (OFC)                       | 13             |
| Francia (SNEP)                        | 93             |
| Irlanda (IRMA)                        | 39             |
| Países Bajos (Mega Single Top 100)    | 49             |
| Reino Unido (UK Dance Chart)          | 2              |
| Reino Unido (UK Singles Chart)        | 4              |
| Suecia (Sverigetopplistan)            | 17             |
| Suiza (Schweizer Hitparade)           | 70             |

### Certificaciones
| País        | Organismo certificador | Certificación | Simbolización | Ventas  | Ref.   |
| ----------- | ---------------------- | ------------- | ------------- | ------- | ------ |
| Reino Unido | BPI                    | Plata         | ♦             | 200 000 | [ 20 ] |
| Suecia      | IFPI Suecia            | 3× Platino    | 3▲            | 120 000 | [ 21 ] |